# Harry B. Hawes

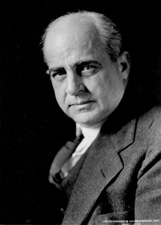
Harry B. Hawes

Harry Bartow Hawes (* 15. November 1869 in Covington, Kenton County, Kentucky; † 31. Juli 1947 in Washington, D.C.) war ein US-amerikanischer Politiker (Demokratische Partei), der den Bundesstaat Missouri in beiden Kammern des Kongresses vertrat.

## Werdegang
Nach dem Schulbesuch im heimatlichen Kentucky zog Hawes nach St. Louis um, wo er an der Law School der Washington University 1896 seinen Abschluss machte und wenig später nach der Aufnahme in die Anwaltskammer als Jurist zu praktizieren begann. In dieser Funktion vertrat er die Interessen der Republik Hawaiʻi im Verlauf ihrer Annexion durch die Vereinigten Staaten. Von 1898 bis 1904 war er Präsident der Polizeibehörde von St. Louis. Während des Ersten Weltkrieges arbeitete Hawes für die nachrichtendienstliche Abteilung des US-Generalstabs. Später war er an der Botschaft der Vereinigten Staaten in Madrid beschäftigt.
Hawes’ politische Laufbahn begann 1916 im Repräsentantenhaus von Missouri, wo er sein Mandat aber niederlegte, um seinen Kriegsdienst zu leisten. 1920 wurde er für die Demokraten ins US-Repräsentantenhaus gewählt, wo er bis zu seinem Rücktritt am 15. Oktober 1926 verblieb. Wenig später, am 2. November dieses Jahres, wurde Hawes in den US-Senat gewählt; dort trat er die Nachfolge des verstorbenen Republikaners Selden P. Spencer für dessen verbleibende Amtsperiode an. Gleichzeitig erhielt er das Wählervotum für eine eigene volle Legislaturperiode. Hawes schied kurz vor deren Ablauf am 3. Februar 1933 aus dem Senat aus.
In den folgenden Jahren arbeitete er wieder als Jurist, widmete sich aber auch dem Naturschutz, ehe er 1947 in Washington starb. Seine Asche wurde in den Current River bei Doniphan (Missouri) gestreut.